# Cyril Slater
Cyril "Sly" Slater, född 27 mars 1897 i Montréal, död 26 oktober 1969 i Montréal, var en kanadensisk ishockeyspelare. Han blev olympisk guldmedaljör i Chamonix 1924.

## Meriter
- OS-guld 1924